# Universal Plug and Play
Universal Plug and Play (UPnP)は、機器を接続しただけでコンピュータネットワークに参加することを可能にするプロトコルである。
機器をコンピュータに接続するだけで利用可能になるPlug and Play（プラグアンドプレイ）の概念をネットワークに拡張したものといえるが、直接的な関連はない。

## 概要
UPnPは、UPnPフォーラムが定めたネットワークプロトコルである。
UPnPは、基本的な仕組みを定義している下位層相当のUPnP DA (UPnP Device Architecture)と、上位層となるUPnP DCP (UPnP Device Control Protocol)の各仕様がある。上位層として、AVコンテンツの再生などを目的としたUPnP AVや、UPnP対応ブロードバンドルータの挙動を定めたUPnP IGD (Internet Gateway Device)などが有名である。

## UPnP Device Architecture
UPnP DAの仕様は、大きく分けて、アドレッシング、ディスカバリー、デスクリプション、コントロール、イベント通知、プレゼンテーションが定義されている。
UPnPでは、各種機能を持ったデバイスと、そのデバイスに対して制御を行なうコントロールポイントの2者を定義している。デバイスは、自身の持つ機能をXML形式で公開しており、コントロールポイントはそれを参照して、必要な機能を利用できる。

### アドレッシング
機器がネットワークに参加した際に、アドレスを取得する方法について規定されている。通常はDHCPを用いるが、DHCPによるアドレス配布を利用できない場合、AutoIPの仕組みを用いてアドレスを決定する。

### ディスカバリー
SSDPというUDPを利用したプロトコルを用いて、ネットワーク上のデバイスの検出を行なう。具体的には、ネットワークに参加したデバイスは、マルチキャストパケット（NOTIFYメソッド）の送出を行ない、コントロールポイントはそれを受け取り、デバイスを検出する。また、コントロールポイント側からマルチキャストパケット（M_SEARCHメソッド）を用いて問い合わせを行ない、デバイスが応答するモデルもある。

### デスクリプション
デバイスが提供できる機能や情報を記述したXMLファイルである。デバイス自身が持つサービスなどについて記述したデバイスデスクリプションと、各サービスが持つアクションなどについて記述したサービスデスクリプションの2種類がある。

### コントロール
サービスの持つ機能を呼び出すアクションと、デバイスの状態変数を問合せるクエリーがある。これらのメッセージは、XMLによって記述されたSOAPが使われる。

### イベント通知
デバイスに対して、特定の状態変数を指定してイベント購読要求を行なうと、その状態変数の値が変化するたびに、イベントが通知される。

### プレゼンテーション
ウェブブラウザから、デバイスの状態の確認や、制御ができる。

## UPnP AV
バージョン1.0についての記述である。
デバイスとして、コンテンツの蓄積を担当するメディアサーバと、コンテンツの再生を担当するメディアレンダラーの2種類を定義している。また、4種類のサービスも定義している。コネクションマネージャサービスは、各デバイスで利用可能なプロトコルやコンテンツフォーマットなどの情報交換の仕組みを提供する。コンテンツディレクトリサービスは、蓄積するコンテンツのメタデータ管理の仕組みなどを提供する。レンダリングコントロールサービスは、再生時の音量や輝度などのパラメータを管理する仕組みを提供する。AVトランスポートサービスは、コンテンツの転送に関する制御機能を提供する。

## 関連規格
UPnPを採用した規格として、DLNAが有名である。

## 脆弱性
多くのルータ（特に家庭用のもの）において、UPnPは工場出荷時の状態で有効化されているが、UPnPは、信頼できるネットワークで使用されることを想定して設計されているため、多くの場合、機能を利用するための認証を必要としない。マルウェアを含むIoT機器などを、それと知らずにLANに接続してしまった場合、UPnPが悪用されることにより、サイバー攻撃を受けるリスクが高まる。